# 890年
| 千纪： | 1千纪                                                                                           |
| 世纪： | 8世纪 \| 9世纪 \| 10世纪                                                                        |
| 年代： | 860年代 \| 870年代 \| 880年代 \| 890年代 \| 900年代 \| 910年代 \| 920年代                       |
| 年份： | 885年 \| 886年 \| 887年 \| 888年 \| 889年 \| 890年 \| 891年 \| 892年 \| 893年 \| 894年 \| 895年 |
| 纪年： | 庚戌年（狗年）；唐大順元年；南诏嵯耶二年；日本寬平二年                                          |

## 大事记
- 河東節度使李克用攻雲州，不克。大同防禦使赫連鐸、宣武節度使朱全忠，上奏請討李克用。吏部尚書同中書門下平章事張濬，曾為李克用所輕，力主討伐。唐昭宗命張濬出任都招討使，發諸道兵擊李克用，軍至晉州，諸道軍先後敗回本鎮，張濬率兵望風自潰，撤民屋渡黃河而返。

## 出生
- 拉烏爾一世，出身於卡佩家族的法國國王。（936年逝世，46岁）
- 奥丽加，古罗斯國女摄政
- 錢傳璛，钱鏐之子
- 钱元玧，钱鏐之子
- 恭穆夫人，钱元瓘之妻
- 阿方索四世 (莱昂)，西班牙莱昂國王
- 王晏，五代名将
- 寻阳长公主，杨行密之女
- 耶律羽之，辽国大臣

## 逝世
- 李克恭，李克用的弟弟。
- 李讜 (唐朝)，唐末軍事人物。
- 孫揆，唐朝昭义军节度使。
- 張淮深，唐朝归义军节度使。
- 李克修，李克用堂弟
- 遍昭，日本僧人
- 源冷，日本贵族